# تری روسیو
تری روسیو (انگلیسی: Terry Rossio؛ زادهٔ ۲ ژوئیهٔ ۱۹۶۰) فیلم‌نامه‌نویس، تهیه‌کننده فیلم و مدیر اجرایی تولید اهل ایالات متحده آمریکا است. وی از سال ۱۹۸۹ میلادی تاکنون مشغول فعالیت بوده‌است. وی دانش‌آموختهٔ رشتهٔ ارتباطات در دانشگاه ایالتی کالیفرنیا در فولرتون است.
از فیلم‌ها یا مجموعه‌های تلویزیونی که وی در آن‌ها نقش داشته‌است، می‌توان به مردان سیاه‌پوش، گنجینه ملی، جی-فورس، گودزیلا در برابر کونگ: امپراتوری جدید، ماریس شگفت‌انگیز، گودزیلا در برابر کونگ، علاءالدین، دزدان دریایی کارائیب: مردگان حکایت نمی‌کنند، رنجر تنها، دزدان دریایی کارائیب: سوار بر امواج ناشناخته، گنجینه ملی: کتاب اسرار، دزدان دریایی کارائیب: پایان جهان، دژا وو، دزدان دریایی کارائیب: صندوقچه مرد مرده، افسانه زورو، دزدان دریایی کارائیب: نفرین مروارید سیاه، سیاره گنج، شرک، به سوی الدورادو، سربازان کوچک، گودزیلا، نقاب زورو، استادان عروسکی و علاءالدین اشاره نمود.